# Uładzimir Swita
Uładzimir Fierdzinantawicz Swita, biał. Уладзімір Фердзінантавіч Світа; ros. Владимир Фердинантович Свито – Władimir Fierdinantowicz Swito (ur. 20 sierpnia 1970 w Mińsku) – białoruski hokeista, reprezentant Białorusi. Trener hokejowy.

## Kariera
- Dynama Mińsk (1988–1990)
- HK Nioman Grodno (1993–1994, 1995, 1996)
- Chimik Nowopołock (1993–1994, 1995, 1996)
- STS Sanok (1994–1995)
- EC Wolfsburg (1995–1996)
- STS Sanok (1996)
- Dizel Penza (1996–1998)
- SMS Warszawa (1998–1999)
- Nieftianik Almietjewsk (1998–1999)
- Awangard Omsk (1998–1999)
- Kristałł Elektrostal (1999–2000)
- Tiwali Mińsk (1999–2000)
- HK Woroneż (2000–2001)
- Junost' Mińsk (2000–2001)
- HK Kieramin Mińsk (2000–2005)
- Dynama Mińsk (2005–2006)
- HK Homel (2005–2006)
- HK Kieramin Mińsk (2006–2007)
- HK Witebsk (2007–2009)
- HK Brześć (2009–2010)
- HK Szachcior Soligorsk (2010–2011)

Wychowanek mińskiej szkoły Junost, gdzie uczył się hokeja od IV klasy. Po powołaniu do służby wojskowej od 1988 był zawodnikiem Dynama Mińsk. Potem grał w Niomanie Grodno i Chimiku Nowopołock. Był kapitanem zespołu z Nowopołocka. Już na początku kariery występował zarówno jako napastnik, jak i obrońca, zaś w 1994 grał na pozycji centra. Od początku listopada 1994 był zawodnikiem klubu STS Sanok W tym czasie zawodnikiem tego klubu był jego Białorusin Ihar Filin, w barwach którego 20 listopada 1994 zadebiutował w lidze polskiej edycji 1994/1995 w meczu z Cracovią (9:0) zdobywając gola i trzy asysty. Później grał w sanockiej drużynie ponownie w sezonie 1996/1997 w barwach drużyny z Sanoka. W edycji 1998/1999 występował w barwach SMS Warszawa (w Warszawie grali wraz z nim jego rodacy Dzmitryj Ausiannikau, Andrej Husau i Andrej Pryma). Zakończył karierę w czerwcu 2011.
Występował dwukrotnie w turniejach mistrzostw świata. W 2005 zagrał w 6 meczach, zaliczając 1 asystę, zaś w 2006 rozegrał 7 meczów.
Podczas kariery występował na pozycjach środkowego napastnika oraz obrońcy.

## Kariera trenerska
- HK Szachcior Soligorsk 2 (2011-2014), trener
- HK Szachcior Soligorsk (2014–2017), asystent trenera
- Reprezentacja Białorusi do lat 20 (2014/2015), asystent trenera
- Junior Mińsk (2017–2018), asystent trenera
- Junior Mińsk (2018–2019), główny trener
- Junost' Mińsk (2019/2020), asystent trenera
- HK Brześć (2022–), p.o. głównego trenera

Po zakończeniu pozostał w Soligorsku i rozpoczął pracę trenerską. Od 2011 trener drużyny rezerwowej. Od lipca 2014 asystent głównego trenera pierwszej drużyny. Ponadto mianowano go asystentem treneraw reprezentacji Białorusi do lat 20, w tym podczas mistrzostw świata juniorów do lat 20 w 2015. W 2017 został asystentem trenera Juniora Mińska, Andreja Rasolki, a w połowie 2019 został trenerem tego zespołu. Z tego stanowiska w październiku 2019 wszedł do sztabu głównego trenera seniorskiej drużyny Junosti, Alaksandra Makryckiego. Pod koniec czerwca 2022 został mianowany na funkcję p.o. głównego trenera w HK Brześć.

## Sukcesy
Klubowe
- Brązowy medal mistrzostw Białorusi: 1993, 1994 z Chimikiem Nowopołock
- Złoty medal mistrzostw Białorusi: 1996 z Chimikiem Nowopołock, 2002 z Kieraminem Mińsk
- Srebrny medal mistrzostw Białorusi: 2001, 2003, 2004, 2005, 2007 z Kieraminem Mińsk, 2010 z Szachciorem Soligorsk
- Puchar Białorusi: 2002 z Kieraminem Mińsk, 2006 z Dynamem Mińsk
- Mistrzostwo Wschodnioeuropejskiej Ligi Hokejowej: 2003, 2004 z Kieraminem Mińsk